# Kosárlabda a 2015. évi nyári universiadén
A 2015. évi nyári universiadén a kosárlabdában összesen 2 versenyszámot rendeztek. A kosárlabda versenyszámait június 4. és 13. között tartották.

## Éremtáblázat
| #        | Ország | Arany | Ezüst | Bronz | Összesen |
|          |        |       |       |       |          |
| Összesen |        |       |       |       |          |

## Részt vevő országok

### Férfi
| Afrika            | Amerika                                                        | Ázsia                                        | Európa | Óceánia    |
| ----------------- | -------------------------------------------------------------- | -------------------------------------------- | --- | ---------- |
| Angola · Mozambik | Brazília · Kanada · Chile · Mexikó · Amerikai Egyesült Államok | Dél-Korea · Kína · Japán · Mongólia · Tajvan | Észtország · Finnország · Franciaország · Németország · Litvánia · Montenegró · Románia · Szerbia · Svédország · Svájc · Törökország | Ausztrália |

### Női
| Afrika            | Amerika                                                | Ázsia                             | Európa                                                             | Óceánia    |
| ----------------- | ------------------------------------------------------ | --------------------------------- | ------------------------------------------------------------------ | ---------- |
| Mozambik · Uganda | Brazília · Kanada · Mexikó · Amerikai Egyesült Államok | Dél-Korea · Kína · Tajvan · Japán | Csehország · Magyarország · Olaszország · Oroszország · Svédország | Ausztrália |

## Férfi
| arany                     | ezüst       | bronz       |
| Amerikai Egyesült Államok | Németország | Oroszország |

## Női
| arany                     | ezüst  | bronz       |
| Amerikai Egyesült Államok | Kanada | Oroszország |